# Il cappotto di Astrakan
Il cappotto di Astrakan è un film del 1980 diretto da Marco Vicario.
La pellicola è una commedia all'italiana tratta dall'omonimo romanzo di Piero Chiara del 1978.

## Trama
Piero, originario di Luino, partecipa a un torneo di biliardo con gli amici e vince un viaggio a Parigi. Al momento della partenza in treno, si imbatte nel presunto iettatore Ramazzini e in seguito a questo incontro subisce effettivamente una serie di incidenti, durante il viaggio e dopo il suo arrivo nella capitale francese, che culminano col suo arresto (fortuito, in quanto involontariamente coinvolto in un tentativo di furto al quale è del tutto estraneo) ed il ritiro del passaporto da parte del commissario Juvet. Non potendo tornare in Italia, essendo stato derubato dei soldi che aveva con sé, si mette alla ricerca di un posto dove dormire. Arriva infine alla porta della signora Lenormand, sedicente vedova, che non ha mai affittato camere in vita sua, ma decide comunque di accogliere l'uomo.
Lo fa sistemare nella camera appartenuta al fratello Maurice, poi fuggito con una donna. Qui, Piero divide malvolentieri il suo spazio con il gatto Domiziano, viziato e dispotico, affezionato solo al suo antico padrone. Piero scopre una libreria ricca di titoli interessanti, tra cui resoconti di esperimenti e invenzioni ideate dal fratello della vedova. Trova infine un diario, in cui Maurice annotava le sue esperienze, in particolare l'incontro con una bellissima donna di cui divenne poi amante. Ripercorrendo le sue orme, Piero rintraccia la donna misteriosa, conoscendola e infine imbastendo una relazione con lei.
È proprio la donna, Valentine, a mettere insieme i pezzi del puzzle dopo aver visto l'uomo indossare un cappotto di astrakan precedentemente appartenuto a Maurice, e donatogli dalla Lenormand. Ed è sempre lei a svelare a Piero il segreto dell'incredibile somiglianza col suo ex amante Maurice marito della Lenormand, di cui sembrerebbe essere addirittura il sosia. Tornato a casa da un weekend con Valentine, Piero litiga con la vedova, arrabbiata per la sua assenza prolungata; il litigio sfoga in un'appassionata notte d'amore, in seguito alla quale la signora gli confessa quanto già appreso da Valentine: l'incredibile somiglianza con Maurice, e il fatto che il marito si trovi in realtà in galera per rapina.
Proprio quella notte, Maurice evade di galera, torna a casa e scappa con i vestiti di Piero. Quest'ultimo fugge, e dopo un avventuroso viaggio riesce a ritornare a Luino. Qui, Valentine lo raggiunge tempo dopo, raccontandogli di essere stata rapita da Maurice quella notte, e di essere rimasta con lui svariati giorni fino al momento in cui egli era stato riacciuffato dalla polizia. La donna manifesta il suo desiderio di rimanere in Italia e vivere con lui ma, durante la notte passata assieme, Piero giunge alla conclusione che tra lui e Valentine sarebbe sempre rimasta l'ingombrante presenza di Maurice a minare il rapporto. Quando il giorno dopo Valentine se ne torna a Parigi, lui imbuca una lettera per lei in cui esprime le sue perplessità al riguardo, le augura ogni bene e la saluta con un addio, tornando quindi alla sua vita di tutti i giorni.

## Produzione
Il film fu girato in Italia tra Luino e Roma e in Francia tra Parigi e La Verrière.

## Distribuzione
La data di uscita in Italia fu il 28 marzo 1980.